# Aminata Touré
Aminata Touré, född 12 oktober 1962 i Dakar, är en senegalesisk politiker. Hon hör till politiska partiet Alliance for the Republic och mellan 1 september 2013 och 4 juli 2014 var hon Senegals premiärminister men avskedades efter att ha förlorat ett lokalval i Dakar. Mellan 2012 och 2013 var hon justitieminister och arbetade då bland annat med att komma till rätta med korruptionen i Senegal.
Innan Touré gav sig in i politiken arbetade hon bland annat med familjeplanering och samt för FN:s befolkningsfond.